# Sergej Alekseevič Dolgorukov
Principe Sergej Alekseevič Dolgorukov, (in russo: Алексеевич Долгоруков Сергей) (14 novembre 1809 – San Pietroburgo, 29 settembre 1891), è stato un politico e diplomatico russo.

## Biografia
Era il figlio del consigliere Aleksej Alekseevič Dolgorukov (1767-1834), e della sua prima moglie, Margarita Ivanovna Apajščikova (1785-1814).

## Carriera
Nel 1828 gli venne concesso il titolo di gentiluomo da camera e prestò servizio nelle missioni russe, prima a Francoforte sul Meno e poi a Berlino (1829-1836).
Ricoprì vari incarichi presso il Ministero delle finanze (1836-1843). Nel 1843 è stato trasferito al Ministero della Giustizia, con la nomina del procuratore capo del Senato.
Ricoprì la carica di governatore di Kovno (1848) e di Vitebsk (1848-1849). Nel 1871 venne nominato membro del consiglio di Stato.

## Matrimonio

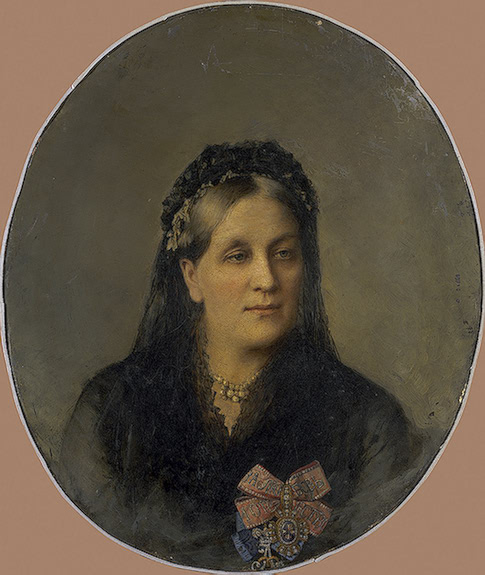
Ritratto della contessa Marija Aleksandrovna Apraksina, 1860.

Nel 1833 sposò la contessa Marija Aleksandrovna Apraksina (19 dicembre 1816-2 maggio 1892), figlia del conte Aleksandr Ivanovič Apraksin e Marija Aleksandrovna Čemjakina. Ebbero dieci figli:
- Aleksandra Sergeevna (1836-1913), sposò Pëtr Petrovič Al'bedinskij;
- Anna Sergeevna (?-1920), sposò Nikolaj Saltykov;
- Margarita Sergeevna (1839-1912), sposò il conte Aleksej Aleksandrovič Stenbok-Fermor;
- Nikolaj Sergeevič (1840-1913);
- Aleksandr Sergeevič (1841-1912);
- Aleksej Sergeevič (1843-1915);
- Varvara Sergeevna (1844-1865);
- Marija Sergeevna (1846-1936), sposò in prime nozze il principe Aleksandr Vasil'evič Dolgorukov e in seconde nozze Pavel Konstantinovič Benkendorf;
- Dmitrij Sergeevič (1850-1886);
- Serafim Sergeevič (1859-1868).